# Ильин (Ровненская область)
Ильин (укр. Іллін) — село в Бабинской сельской общине Ровненского района Ровненской области Украины.
До 2020 года входило в Гощанский район.
Население по переписи 2001 года составляло 596 человек. Почтовый индекс — 35433. Телефонный код — 3650.

## Известные уроженцы
- Данилюк, Алексей Мусиевич (1934—1994) — Герой Социалистического Труда.